# Phare de Landegode
Le phare de Landegode (en norvégien : Landegode fyr) est un phare côtier dans la commune de Bodø, dans le Comté de Nordland (Norvège). Il est géré par l'administration côtière norvégienne (en norvégien : Kystverket).
Il est classé patrimoine culturel par le Riksantikvaren depuis 1998.

## Histoire
Le phare a été construit en 1902 sur la petite île d'Eggløysa, juste au nord de l'île de Landegode, à environ 18 kilomètres au nord de la ville de Bodø et à environ 18 kilomètres au sud-ouest de Kjerringøy. Il a été équipé d'un radiophare en 1932. Il a été électrifié en 1960 et automatisé en 1993.

## Description
Le phare  est une tour cylindrique en fonte de 9 mètres de haut, avec une galerie et une lanterne. La tour est rouge avec deux bandes blanches et la lanterne est rouge.
Il émet, à une hauteur focale de 41 mètres, trois éclats blancs toutes les 40 secondes. Sa portée nominale est de 17.8 milles nautiques (environ 33 km).
Son feu à occultations émet, à une hauteur focale de 26 mètres, deux éclats rouges toutes les 8 secondes à une portée de 10 milles nautiques (environ 19 km).
Identifiant : ARLHS : NOR-148 ; NF-7045 - Amirauté : L2578 - NGA : 10808 .
|                  |
| L'île d'Eggløysa |

|                     |
| La station actuelle |

### Lien connexe
- Liste des phares de Norvège